# Вулиця Юрія Руфа (Кременчук)
Ву́лиця Юрія Руфа — одна з вулиць Кременчука. Протяжність близько 2700 метрів.
Колишня назва - Леонова.

## Розташування
Вулиця розташована переважно в спальному частині міста. Починається з роздоріжжя вулиць Халаменюка та Старшого лейтенанта Кагала та прямує на північний схід, де розходиться на Сиваський пров. та Залізничну вулицю.
Проходить крізь такі вулиці (з початку вулиці до кінця):
- Фруктовий пров.
- В. Д. Черниша
- Абрикосовий пров.
- Локомотивна
- Межова
- Переяславська
- Європейська
- Пров. Осипенко

## Будівлі та об'єкти
- Буд. 14 — Кременчуцький технікум залізничного транспорту[2] [3]
- Буд. № 96
  - Дослідницько-експериментальний завод[4]
  - «Кременчукавтогаз»[4]